# 3GP
*.3GP (файловый формат 3GPP) — мультимедийный контейнер, определяемый Партнёрским проектом третьего поколения (англ. Third Generation Partnership Project) (3GPP) для мультимедийных служб 3G UMTS. Многие старые (HTS) мобильные телефоны (не обязательно 3G) имеют функции записи и просмотра аудио и видео в формате .3GP.
3G2 (файловый формат 3GPP2) — мультимедийный контейнер, определяемый 3GPP2 для мультимедийных служб 3G CDMA2000. Очень похож на файловый формат 3GP, но имеет некоторые расширения и ограничения по сравнению с 3GP.
Этот формат — упрощённая версия ISO 14496-1 Media Format, который похож на MOV, используемый QuickTime.
3GP сохраняет видео как MPEG-4 или H.263. Аудио сохраняется в форматах AMR-NB или AAC-LC.
Готовые видеоролики в 3GP имеют небольшой размер по сравнению с аналогичными видео в других форматах. Однако это достигается достаточно низким качеством: например, многие кадры представлены в виде цветных квадратиков.
Хотя 3GP способен содержать в себе видео высокого качества, за ним закрепилась слава видеоформата с плохим качеством. Это связано с тем, что мобильные телефоны, поддерживающие этот формат, записывали видео с максимальным разрешением 320х240 пикселей (или 176х144). Некоторые китайские смартфоны использовали этот формат для записи видео высокой четкости (HD или FHD).

## Поддержка программным обеспечением
Практически любой мобильный телефон способен проиграть 3GP, однако для современных смартфонов потребуется дополнительное программное обеспечение.
На PC медиафайлы данного формата могут быть просмотрены в Windows Media Player, QuickTime, VLC media player, Media Player Classic, MPlayer (в том числе его фронтенды), RealPlayer или GOM Player.
Также данный формат может быть перекодирован в другой при помощи библиотеки FFmpeg и программ на её основе.